# Unione Sportiva Catanzaro 1983-1984
Questa voce raccoglie le informazioni riguardanti l'Unione Sportiva Catanzaro nelle competizioni ufficiali della stagione 1983-1984.

## Stagione
Nella stagione 1983-1984 il Catanzaro, è ritornato in Serie B dopo cinque anni nella massima serie, ha subito il secondo tonfo consecutivo, sprofondando in Serie C1. La squadra giallorossa, che nelle intenzioni avrebbe dovuto competere per ottenere il ritorno in Serie A, è rimasta fin dal principio del torneo cadetto, inchiodata sul fondo della classifica, rimanendovi per tutto l'arco del campionato. Malgrado l'avvicendamento, dopo dieci giornate, dell'allenatore Mario Corso con Antonio Renna e un timido tentativo di recupero nel finale di campionato, i calabresi sono risultati matematicamente retrocessi con un turno di anticipo, cadendo in terza serie dopo venticinque anni.
Nella Coppa Italia i calabresi hanno disputato il secondo girone di qualificazione, che ha promosso agli ottavi di finale la Juventus ed il Bari. Ha raccolto una vittoria, una sconfitta e tre pareggi (0-0).

## Divise e sponsor
Viene introdotta dal fornitore tecnico Ennerre una nuova versione della divisa per le gare esterne, di colore bianco con strisce orizzontali rosse e gialle. La divisa per le gare interne rimane invariata.
| Casa | Trasferta |  |

## Organigramma societario
Area direttiva
- Presidente: Adriano Merlo

Area tecnica
- Direttore sportivo: Spartaco Landini
- Allenatore: Mario Corso, poi Antonio Renna (dalla 10ª giornata)

## Rosa
| N. |                   | Ruolo | Calciatore         |
| -- | ----------------- | ----- | ------------------ |
|    | Italia (bandiera) | P     | Giovanni Cervone   |
|    | Italia (bandiera) | P     | Roberto Incontri   |
|    | Italia (bandiera) | P     | Mario Paradisi     |
|    | Italia (bandiera) | D     | Flavio Destro      |
|    | Italia (bandiera) | D     | Armando Cascione   |
|    | Italia (bandiera) | D     | Franco Peccenini   |
|    | Italia (bandiera) | D     | Andrea Salvadori   |
|    | Italia (bandiera) | D     | Massimo Venturini  |
|    | Italia (bandiera) | D     | Antonio Sassarini  |
|    | Italia (bandiera) | D     | Raimondo Marino    |
|    | Italia (bandiera) | C     | Giuseppe Fonte     |
|    | Italia (bandiera) | C     | Carlo Trevisanello |

| N. |                    | Ruolo | Calciatore          |
| -- | ------------------ | ----- | ------------------- |
|    | Italia (bandiera)  | C     | Cristoforo Russo    |
|    | Italia (bandiera)  | C     | Maurizio Raise      |
|    | Italia (bandiera)  | C     | Maurizio Pellegrino |
|    | Italia (bandiera)  | C     | Giuseppe Lorenzo    |
|    | Italia (bandiera)  | C     | Renzo Gobbo         |
|    | Italia (bandiera)  | C     | Roberto Borrello    |
|    | Italia (bandiera)  | C     | Giorgio Boscolo     |
|    | Italia (bandiera)  | C     | Angelo Conca        |
|    | Italia (bandiera)  | C     | Gaetano Musella     |
|    | Italia (bandiera)  | A     | Piero Braglia       |
|    | Italia (bandiera)  | A     | Edi Bivi            |
|    | Romania (bandiera) | A     | Viorel Năstase      |

## Risultati

### Serie B

#### Girone di andata
| Catanzaro 11 settembre 1983 1ª giornata | Catanzaro                  | 0 – 0 | Pistoiese | Stadio Militare\| Arbitro: \| Esposito (Torre del Greco) \| |
| Arbitro:                                | Esposito (Torre del Greco) |       |           |                                                             |

| Arbitro: | Baldi (Roma) |

|                         |           |            |
| Coppola 12’ Cerilli 75’ | Marcatori | 3’ Musella |

| Arbitro: | Testa (Prato) |

|  |           |                           |
|  | Marcatori | 37’, 65’ Mutti 84’ Magrin |

| Arbitro: | Angelelli (Terni) |

|                  |           |  |
| Conca 18’ (aut.) | Marcatori |  |

| Arbitro: | Facchin (Udine) |

|                                                  |           |                                        |
| Bivi 27’, 52’ Lorenzo 46’ Dalla Costa 86’ (aut.) | Marcatori | 13’ Roselli 50’ Dalla Costa 83’ Tacchi |

| Arbitro: | Polacco (Conegliano) |

|                   |           |  |
| Cinello 2’ (rig.) | Marcatori |  |

| Catanzaro 23 ottobre 1983 7ª giornata | Catanzaro      | 0 – 0 | Monza | Stadio Militare\| Arbitro: \| Leni (Perugia) \| |
| Arbitro:                              | Leni (Perugia) |       |       |                                                 |

| Arbitro: | Luci (Firenze) |

|                                |           |            |
| Ciarlantini 44’ Maragliulo 59’ | Marcatori | 16’ Marino |

| Arbitro: | Menicucci (Firenze) |

|                 |           |           |
| Bivi 80’ (rig.) | Marcatori | 53’ Mauti |

| Arbitro: | Vitali (Bologna) |

|                        |           |                                |
| Nastase 48’ Marino 86’ | Marcatori | 9’ Gibellini 82’ (aut.) Marino |

| Arbitro: | Pezzella (Frattamaggiore) |

|             |           |  |
| Gabriele 4’ | Marcatori |  |

| Arbitro: | Lombardo (Marsala) |

|            |           |  |
| Marino 86’ | Marcatori |  |

| Cagliari 4 dicembre 1983 13ª giornata | Cagliari      | 0 – 0 | Catanzaro | Stadio Sant'Elia\| Arbitro: \| Testa (Prato) \| |
| Arbitro:                              | Testa (Prato) |       |           |                                                 |

| Arbitro: | Angelelli (Terni) |

|          |           |            |
| Neri 38’ | Marcatori | 59’ Marino |

| Arbitro: | Coppetelli (Tivoli) |

|  |           |           |
|  | Marcatori | 49’ Rizzo |

| Catanzaro 31 dicembre 1983 16ª giornata | Catanzaro    | 0 – 0 | Cavese | Stadio Militare\| Arbitro: \| Baldi (Roma) \| |
| Arbitro:                                | Baldi (Roma) |       |        |                                               |

| Arbitro: | Da Pozzo (Monza) |

|                         |           |              |
| Faccini 10’ Fiorini 89’ | Marcatori | 32’ Cascione |

| Arbitro: | Testa (Prato) |

|  |           |              |
|  | Marcatori | 45’ De Falco |

| Arbitro: | Lamorgese (Potenza) |

|             |           |  |
| Scaglia 85’ | Marcatori |  |

#### Girone di ritorno
| Arbitro: | Baldi (Roma) |

|                                 |           |           |
| Parlanti 4’ (rig.) De Nadai 87’ | Marcatori | 19’ Gobbo |

| Catanzaro 5 febbraio 1984 21ª giornata | Catanzaro        | 0 – 0 | Padova | Stadio Militare\| Arbitro: \| Vitali (Bologna) \| |
| Arbitro:                               | Vitali (Bologna) |       |        |                                                   |

| Arbitro: | Luci (Firenze) |

|                        |           |          |
| Magrin 68’ Fattori 87’ | Marcatori | 65’ Bivi |

| Arbitro: | Leni (Perugia) |

|               |           |               |
| Bivi 65’, 83’ | Marcatori | 49’ Montesano |

| Arbitro: | Pirandola (Lecce) |

|                                      |           |                             |
| Caputi 34’ Roselli 58’ Tovalieri 85’ | Marcatori | 74’ Lorenzo 87’ (rig.) Bivi |

| Arbitro: | Angelelli (Terni) |

|                 |           |  |
| Bivi 21’ (rig.) | Marcatori |  |

| Arbitro: | Boschi (Parma) |

|  |           |             |
|  | Marcatori | 35’ Lorenzo |

| Arbitro: | Bergamo (Livorno) |

|             |           |  |
| Lorenzo 44’ | Marcatori |  |

| Arbitro: | Coppetelli (Tivoli) |

|                                      |           |                 |
| Amenta 11’ Morbiducci 45’ Valigi 63’ | Marcatori | 79’ (rig.) Bivi |

| Arbitro: | Ongaro (Rovigo) |

|                      |           |                                 |
| Gibellini 40’ (rig.) | Marcatori | 15’ (aut.) Tempestilli 57’ Bivi |

| Arbitro: | Baldi (Roma) |

|                |           |  |
| Bivi 7’ (rig.) | Marcatori |  |

| Arbitro: | Pezzella (Frattamaggiore) |

|                          |           |          |
| Viganò 14’ Nicoletti 78’ | Marcatori | 81’ Bivi |

| Arbitro: | Altobelli (Roma) |

|             |           |          |
| Lorenzo 31’ | Marcatori | 18’ Poli |

| Arbitro: | Facchin (Udine) |

|                      |           |                   |
| Bivi 52’, 71’ (rig.) | Marcatori | 43’ (rig.) Traini |

| Lecce 13 maggio 1984 34ª giornata | Lecce             | 0 – 0 | Catanzaro | Stadio Via del Mare\| Arbitro: \| Bergamo (Livorno) \| |
| Arbitro:                          | Bergamo (Livorno) |       |           |                                                        |

| Arbitro: | Casarin (Milano) |

|                |           |  |
| Di Michele 68’ | Marcatori |  |

| Arbitro: | Ballerini (La Spezia) |

|                             |           |               |
| Marino 17’ Cagni 52’ (aut.) | Marcatori | 70’ Gamberini |

| Arbitro: | Agnolin (Bassano del Grappa) |

|                                        |           |                         |
| De Falco 26’ Romano 34’ De Giorgis 52’ | Marcatori | 7’ Gobbo 74’ Pellegrino |

| Arbitro: | Sguizzato (Verona) |

|               |           |                         |
| Sassarini 61’ | Marcatori | 9’ Auteri 89’ Bongiorni |

### Coppa Italia

#### Primo turno
| Catanzaro 21 agosto 1983 1ª giornata | Catanzaro       | 0 – 0 | Lazio | Stadio Militare\| Arbitro: \| Magni (Bergamo) \| |
| Arbitro:                             | Magni (Bergamo) |       |       |                                                  |

| Arbitro: | Lamorgese (Potenza) |

|                          |           |  |
| Cascione 70’ Nastase 82’ | Marcatori |  |

| Arbitro: | Lanese (Messina) |

|           |           |  |
| Penzo 56’ | Marcatori |  |

| Catanzaro 31 agosto 1983 4ª giornata | Catanzaro                    | 0 – 0 | Perugia | Stadio Militare\| Arbitro: \| Agnolin (Bassano del Grappa) \| |
| Arbitro:                             | Agnolin (Bassano del Grappa) |       |         |                                                               |

| Bari 4 settembre 1983 5ª giornata | Bari          | 0 – 0 | Catanzaro | Stadio della Vittoria\| Arbitro: \| Redini (Pisa) \| |
| Arbitro:                          | Redini (Pisa) |       |           |                                                      |

## Statistiche

### Statistiche di squadra
| Competizione | Punti | Totale | Totale | Totale | Totale | Totale | Totale | DR  |
| Competizione | Punti | G      | V      | N      | P      | Gf     | Gs     | DR  |
| ------------ | ----- | ------ | ------ | ------ | ------ | ------ | ------ | --- |
| Serie B      | 30    | 38     | 10     | 10     | 18     | 34     | 45     | -11 |
| Coppa Italia | -     | 5      | 1      | 3      | 1      | 2      | 1      | +1  |
| Totale       |       | 43     | 11     | 13     | 19     | 36     | 46     | -10 |

### Statistiche dei giocatori
| Giocatore    | Serie B  | Serie B |
| Giocatore    | Presenze | Reti    |
| ------------ | -------- | ------- |
| Bivi         | 33       | 14      |
| Borrello     | 4        | -       |
| Boscolo      | 38       | -       |
| Braglia      | 25       | -       |
| Cascione     | 28       | 1       |
| Cervone      | 29       | -       |
| Conca        | 30       | -       |
| Destro       | 27       | -       |
| Fonte        | 1        | -       |
| Gobbo        | 34       | 2       |
| Incontri     | 5        | -       |
| Lorenzo      | 33       | 5       |
| Marino       | 35       | 5       |
| Musella      | 21       | 1       |
| Nastase      | 8        | 1       |
| Paradisi     | 4        | -       |
| Peccenini    | 10       | -       |
| Pellegrino   | 2        | 1       |
| Raise        | 29       | -       |
| Russo        | 2        | -       |
| Salvadori    | 1        | -       |
| Sassarini    | 28       | 1       |
| Trevisanello | 21       | -       |
| Venturini    | 31       | -       |